# Яр «Коцофана»
Яр «Коцофана» (рум. Râpa „Coțofana”) — пам'ятка природи геологічного або палеонтологічного типу в Чимішлійському район Молдови. Розташований на схід від села Гура-Галбеней (четвертий з півночі, на лівому схилі балки «Валя-Коцофона», Злотське лісництво, урочище Коцофана, квартал 33, виділи 3, 5; квартал 34, виділи 3, 8, 12). Має площу 10 га. Об’єкт перебуває у віданні Чимішлійського державного лісництва.